# Sercos III
Sercos III ist die dritte Generation des Sercos interface, einer standardisierten offenen digitalen Schnittstelle für die Kommunikation zwischen Industriesteuerungen, Motoren und deren Steuerungen, input/output devices (I/O) und Ethernet-Knoten wie PCs. Sercos III wendet die harten Echtzeitfunktionen der Sercos-Schnittstelle auf Ethernet an. Es basiert auf und entspricht dem Ethernet-Standard (IEEE 802.3 & ISO/IEC 8802-3). Die Arbeit an Sercos III begann im Jahr 2003, wobei Anbieter im Jahr 2005 erste unterstützende Produkte auf den Markt brachten.

## Allgemeine Architektur
Um die Anforderungen an Durchsatz und Jitter in Sercos-Anwendungen zu erfüllen, arbeitet Sercos III in erster Linie in einer Master/Slave-Anordnung, die zyklische Daten zwischen den Knoten austauscht. Der Master initiiert die gesamte Datenübertragung während eines Sercos-Echtzeitzyklus. Alle Datenübertragungen beginnen und enden beim Master (zirkulär).

Sercos III Zyklus

### Sercos III Zyklus
Die Kommunikation über ein Sercos-III-Netzwerk erfolgt in strengen zyklischen Intervallen. Die Zykluszeit wird vom Benutzer für eine bestimmte Anwendung gewählt und reicht von 31,25 µs bis 65 ms. Innerhalb jedes Zyklus werden Daten zwischen Sercos-III-Knoten unter Verwendung von zwei Telegrammtypen ausgetauscht: MDTs und ATs (siehe Telegrammtypen). Nachdem alle MDTs und ATs übertragen wurden, erlauben die Sercos-III-Knoten, dass die verbleibende Zeit im Zyklus als UC (Unified Communication)-Kanal genutzt wird, der für den Datenaustausch mit anderen Formaten, wie z. B. IP, genutzt werden kann.
Das Netzwerk bleibt für den UCC-Verkehr verfügbar, bis der nächste Zyklus beginnt. Zu diesem Zeitpunkt sperrt Sercos III die Knoten wieder für den UCC-Verkehr. Sercos ist absichtlich so konzipiert, dass zwischen den zyklischen Echtzeitnachrichten ein offener Zugang an allen Ports für andere Protokolle möglich ist. Es ist kein Tunneling erforderlich. Dies hat den Vorteil, dass jeder Sercos-III-Knoten unabhängig davon, ob sich Sercos III im zyklischen Modus befindet oder nicht, für die Verwendung anderer Protokolle wie TCP/IP zur Verfügung steht, ohne dass zusätzliche Hardware zur Verarbeitung von Tunneling erforderlich ist. Sercos-Knoten sind so spezifiziert, dass sie eine Store-and-Forward-Methode zur Pufferung von Nicht-Sercos-Nachrichten bereitstellen, falls diese an einem Knoten empfangen werden, während die zyklische Kommunikation aktiv ist.

### Telegramme

Sercos III Telegramm Struktur

#### Telegrammformat
Alle Sercos-III-Telegramme entsprechen dem IEEE 802.3 & ISO/IEC 8802-3 MAC (Media Access Control) Frame-Format.

#### Zieladresse
Die Zieladresse für alle Sercos-III-Telegramme ist immer 0xFFFF FFFF FFFF (alle 1en), was als Broadcast-Adresse für Ethernet-Telegramme definiert ist. Dies liegt daran, dass alle Telegramme vom Master ausgegeben werden und für alle Slaves im Netzwerk bestimmt sind.

#### Quelladresse
Die Quelladresse für alle Sercos-III-Telegramme ist die MAC-Adresse des Masters, da dieser alle Telegramme ausgibt.

#### Ethernet-Typ
Ein eindeutiger EtherType-Wert wurde über die IEEE EtherType Field Registration Authority für Sercos III zugewiesen (0x88CD).

#### Sercos III Header
Der Anfang des Ethernet-definierten Datenfeldes beginnt immer mit einem Sercos-III-Header, der Steuer- und Statusinformationen enthält, die nur für Sercos gelten.

#### Sercos-III-Datenfeld
Auf den Sercos-III-Header folgt das Sercos-III-Datenfeld, das einen konfigurierbaren Satz von Variablen enthält, die für jedes Gerät im Netzwerk definiert sind.

### Telegrammtypen
Zwei Haupttypen von Telegrammen werden innerhalb des Sercos III Zyklus verwendet. Das Master Data Telegramm (MDT) und das Acknowledge Telegramm (AT). Beide Telegrammtypen werden vom Master (Steuerung) ausgegeben. Das MDT enthält Informationen, die der Master an die Slaves sendet. Es wird vom Master mit Daten befüllt und von den Slaves ausgelesen. Das AT wird zwar vom Master ausgegeben, jedoch von jedem Slave mit seinen entsprechenden Antwortdaten (feedback Werte, Eingangszustände usw.) befüllt. Mehrere Slaves verwenden dasselbe AT, indem sie ihren vorbestimmten Bereich im AT-Telegramm ausfüllen, die Prüfsummen aktualisieren und dann das Telegramm an das nächste Gerät weitergeben. Diese Methode reduziert die Auswirkungen des Ethernet-Rahmen-Overheads auf die Leistung des Netzes, ohne IEEE 802.3 und ISO/IEC 8802-3 zu beeinträchtigen. Die Menge der vom Master an die Slaves gesendeten Daten sowie die Summe der von den Slaves zurückgesendeten Daten kann die in 802.3 spezifizierte maximale Datenfeldgröße von 1500 Byte überschreiten. Um diese Grenze einzuhalten, kann Sercos III in einem Zyklus mehr als ein MDT-Telegramm sowie mehr als ein AT-Telegramm (jeweils bis zu 4) verwenden.

Sercos III Synchronisation

### Synchronisierung
Um echte harte Echtzeiteigenschaften zu erreichen, verwendet Sercos III wie Sercos I und II eine Form der Synchronisation, die von einer Synchronisations-"Marke" abhängt, die von der Hauptsteuerung in exakten äquidistanten Zeitintervallen ausgegeben wird. Alle Knoten in einem Sercos-Netzwerk verwenden dieses Telegramm, um alle Aktivitäten im Knoten zu synchronisieren. Um Schwankungen in den Netzkomponenten zu berücksichtigen, werden bei der Phase-up (Initialisierung) eines Sercos-Netzes Verzögerungen in den Übertragungen von Knoten zu Knoten gemessen um diese Werte während des normalen Betriebes zu kompensieren. Im Gegensatz zu Sercos I und II, wo ein separates Master Sync Telegramm (MST) für diesen Zweck verwendet wird, enthält Sercos III das MST im ersten übertragenen MDT. Es wird kein separates Telegramm ausgegeben. Die Zeit zwischen zwei MSTs ist genau gleich der vorgesehenen Sercos-Zykluszeit tScyc.
Das Synchronisationsverfahren stellt sicher, dass die zyklische und gleichzeitige Synchronisation aller angeschlossenen Geräte unabhängig von der Topologie und der Anzahl der Geräte in Sercos-Netzwerken erfolgt.

Nomenklatur der physikalischen Schnittstelle von Sercos III

### Physical und data link layers
Sercos III unterstützt die Standard IEEE 802.3 & ISO/IEC 8802-3 100Base-TX oder 100Base-FX (100 Mbit/s Basisband) Vollduplex Physical Layer (PHY) Einheiten. Es werden 802.3-konforme Media-Access-Controller (MAC)-Subschichten verwendet. Autonegotiation muss auf jedem PHY aktiviert sein, aber nur 100 Mbit-Vollduplex wird unterstützt. Auto (MAU [Media Attachment Unit]-Embedded) Crossover wird zwischen den beiden Physical Medium Attachment (PMA)-Einheiten spezifiziert, die an einem Duplex-Port vorhanden sind. Diese beiden Einheiten werden in der Sercos-III-Spezifikation als Primär- und Sekundärkanal bezeichnet. Es sind duale Schnittstellen erforderlich (zwei Duplex-Schnittstellen pro Gerät). In der Sercos-III-Spezifikation werden die beiden Schnittstellen als P1 und P2 (Ports 1 und 2) bezeichnet.

### Verdrahtung
Die Installation eines Sercos-Netzwerks ist einfach und erfordert keine Infrastrukturkomponenten wie Switches oder Hubs. Alle Geräte werden über Patch- oder Crossover-Kabel mit einer Länge von bis zu 100 m miteinander verbunden. Die Ethernet-Ports an den Geräten sind austauschbar und können verwendet werden, um Standard-Ethernet-Geräte wie z. B. Notebooks an das Netzwerk anzuschließen. Auf jedes Ethernet- und IP-Protokoll der Sercos-Geräte kann zugegriffen werden, ohne das Echtzeitprotokoll zu beeinträchtigen und ohne dass der Echtzeitbetrieb aktiviert werden muss.

### Sercos-III-Stack
Die gesamte Funktionalität, die zur Konfiguration einer Sercos-III-Schnittstelle erforderlich ist, ist in einem Stack enthalten, der sowohl in einer „harten“ als auch in einer „weichen“ Version erhältlich ist. Die harte Version wird häufig für eingebettete Anwendungen (wie Antriebe, I/O-Module und Mikrocontroller-basierte Motorsteuerungen) verwendet:
- Es ist wichtig, dass der Overhead der Verwaltung der Sercos-III-Knoten nicht den Geräteprozessor belastet.
- Jitter im Nanosekundenbereich ist erforderlich.

Der Hardware-Stack steht in verschiedenen Formen zur Verfügung, dazu gehören derzeit
- Ein Bitstrom für Xilinx FPGAs für Master und Slave
- Ein Bitstrom für Altera FPGAs für Master und Slave
- Ein Bitstrom für Lattice Semiconductor FPGAs für Master und Slave
- Eine Netzliste für Xilinx-FPGAs für Master und Slave
- Eine Netzliste für Altera FPGAs für Master und Slave
- Eine Netzliste für Lattice FPGAs für Master und Slave
- Der "netX" Multi-Netzwerk-Controller-Chip von Hilscher, GmbH für Master und Slave
- Das Anybus CC Modul von HMS Industrial Networks für Slave
- Die Sitara™ AM335x Mikroprozessoren von Texas Instruments für Master und Slave.
- Der fido 5000 REM Switch Chip von Innovasic, Inc. als Slave.
- Die RZ/N1-Mikroprozessoren von Renesas Electronics als Slave.
- Der maximal zulässige Jitter bei Hard-Stack-basierten Mastern und Slaves beträgt weniger als 1 µs. Bei Verwendung der oben genannten Stacks ergibt sich ein Jitter ähnlich wie bei Sercos II (35–70 Nanosekunden).

Sercos III unterstützt auch einen betriebssystem- und hardwareplattformunabhängigen „Soft Master“, der einen vollständig softwarebasierten Stack für die Master-Schnittstelle verwendet. Da der maximale Jitter in einer solchen Konfiguration vom Betriebssystem des Masters abhängt, kann er durch eine Variable für das Sercos-III-Netz festgelegt werden, wenn ein Soft Master verwendet wird. Ein Standard-Ethernet-Controller kann für Anwendungen mit Linientopologie, Buszykluszeiten größer als 500 us und Synchronisation im Mikrosekundenbereich verwendet werden. Anwendungen mit höheren Synchronisationsanforderungen und geringeren Buszykluszeiten können mit einem TTS-fähigen Ethernet-Controller mit einem geeigneten Echtzeitbetriebssystem realisiert werden.
Für einfache Slaves, wie z. B. I/O-Geräte, ist EasySlave-IO, eine lizenzfreie Bitstream-Variante des EasySlave, verfügbar.
Ein Produkt, das ein Arduino-Board als Rapid-Prototyping-Plattform für eine Anwendung nutzt, sowie ein entsprechendes Shield (Zusatzmodul) mit einem Sercos EasySlave-FPGA und weiteren Peripheriekomponenten ist verfügbar.

### Datenkonsistenz
Datenkonsistenz ist ein Begriff, der üblicherweise mit der IT-Branche in Verbindung gebracht wird, aber auch für die Echtzeitsteuerung gelten kann (siehe z. B. Peer-to-Peer-Kommunikation). Aus diesem Grund schreibt Sercos III vor, dass keine Daten während einer Übertragung überschrieben (gelöscht) werden dürfen. Jeder Slave in einem Netzwerk kann auf die Eingangs- und Ausgangsdaten jedes anderen Slaves im Netzwerk zugreifen.

### Adressierung
Die Geräte müssen die MAC-Adressierung von Ethernet sowie die Sercos-III-Adressierung unterstützen. Andere Adressierungsschemata sind optional.

### Sercos-III-Adresse
Jedes Sercos-III-Gerät enthält eine numerische Adresse, die von anderen Geräten im Sercos-III-Netzwerk zum Datenaustausch verwendet wird. Die Adresse kann ein Integerwert zwischen 1 und 511 sein.

### IP-Adresse
Sercos III verwendet keine IP-Adresse für seinen eigenen Betrieb. Ob ein Gerät eine IP-Adresse besitzt oder nicht, hängt davon ab, ob es andere Spezifikationen unterstützt, entweder unabhängig (exklusiv) vom Sercos-III-Betrieb oder über den UC (Unified Communication)-Kanalteil des Zyklus.

### Netzwerktopologien
Die Sercos-III-Spezifikation definiert zwei mögliche Netztopologien: Ring und Linie. Für diejenigen, die mit anderen Netzwerken vertraut sind, mögen beide als Ring konfiguriert erscheinen. Alle Telegramme beginnen und enden beim Master. Um dies zu erreichen, wird die Vollduplex-Funktion der physical-layer verwendet.

#### Linientopologie

Sercos III Linientopologie

Eine Linientopologie ist die einfachere der beiden möglichen Anordnungen und bietet keine Redundanz. Allerdings spart diese Konfiguration die Kosten für ein Kabel. In ihr wird nur eine der beiden Schnittstellen des Masters verwendet. Die Telegramme werden aus dem Sende-PMA an der aktiven Schnittstelle des Masters ausgegeben. Beide Ports am Master können aktiv sein. Sercos III bestimmt dies während der Phase-up (Initialisierung).
Der erste Slave empfängt die Telegramme auf dem Empfangs-PMA der angeschlossenen Schnittstelle, modifiziert sie nach Bedarf und gibt sie auf dem Sende-PMA der zweiten Schnittstelle aus. Jeder kaskadierende Slave tut dasselbe, bis der Letzte in der Reihe erreicht ist. Dieser Slave, der an seinem zweiten Port keine Sercos-III-Verbindung feststellt, faltet das Telegramm auf dem Sendeport der empfangenden Schnittstelle zurück. Das Telegramm macht dann seinen Weg durch jeden Slave zurück zum Master. Zu beachten ist, dass der letzte Slave auch alle Sercos-III-Telegramme auf seinem zweiten Port sendet, obwohl keine Sercos-III-Verbindung erkannt wird. Dies dient dem Snooping, dem Ringschluss (siehe unten) und dem Hot-Plugging.
Da das Ethernet-Zielfeld in allen Sercos-III-Telegrammen die Broadcast-Adresse 0xFFFF FFFF FFFF (alle 1en) ist, werden alle von diesem offenen Port ausgegebenen Telegramme von anderen Geräten als Broadcast-Telegramme gesehen. Dieses Verhalten ist beabsichtigt und kann nicht deaktiviert werden. Um zu vermeiden, dass Netzwerke, die an einen offenen Sercos-Port angeschlossen sind, belastet werden, kann ein IP-Switch oder alternativ ein verwalteter Ethernet-Switch verwendet werden, der so programmiert ist, dass vom Sercos-Port empfangene Broadcast-Telegramme blockiert werden. Ab der Sercos-III-Spezifikation Version 1.3.1 wird der Anschluss von Industrial-Ethernet-Geräten unterstützt, wobei die Geräte mit 20 ms Zykluszeit in der Kommunikationsphase 0 (CP 0) arbeiten.

Sercos III Ringtopologie

### Ringtopologie
Bei einer Ringtopologie wird das Netzwerk einfach geschlossen, indem der ungenutzte Port des letzten Geräts in einem Ring mit dem ungenutzten Port des Masters verbunden wird. Wenn der Sercos-III-Master feststellt, dass ein Ring existiert, baut er zwei gegenläufige Telegramme auf. Die gleichen Daten werden gleichzeitig aus den Sende-PMAs beider Ports am Master ausgegeben. Von dort aus werden beide Telegramme auf ihrem Weg durch jeden Slave im Wesentlichen identisch verwaltet und enden wieder an dem gegenüberliegenden Port des Masters, von dem sie gesendet wurden. Zu den Vorteilen dieser Topologie gehören eine engere Synchronisierung sowie eine automatische Redundanz der Infrastruktur (siehe unten).

### Andere Netzwerktopologien
Sowohl in der Linien- als auch in der Ringstruktur arbeitet Sercos III mit einem "zirkulären" Ansatz. Alle Telegramme verlassen den Master und kehren dorthin zurück. Wie bei jedem Netzwerk, das auf diese Weise arbeitet, können modifizierte Strukturen so konstruiert werden, dass sie als Baum- oder Sternnetzwerk erscheinen, wobei Hardware verwendet wird, die die Zweige verwaltet, aber die Struktur ist immer noch kreisförmig.

### Infrastruktur-Hardware
Sercos III ist so konzipiert, dass keine zusätzliche Netzwerkinfrastruktur (Standard-Ethernet-Switches, Hubs usw.) für den Betrieb erforderlich ist. Tatsächlich dürfen keine zusätzlichen Standard-Ethernet-Komponenten (die nicht Sercos-III-fähig sind) in einem Sercos-III-Netz platziert werden, da ihr Vorhandensein das Timing und die Synchronisation des Netzes beeinträchtigen würde.
Um die Synchronisation in ausgedehnten Netzwerken mit Medienkonvertern zu gewährleisten, ist ein Cut-through-Switching erforderlich. Wenn eine Ringredundanz erreicht werden soll, ist Link Loss Forwarding mit entsprechenden Reaktionszeiten erforderlich.

### Feldbusintegration
Es gibt eine Vielzahl von Produkten, die den Anschluss von Feldbussen (Profibus und CAN) oder Sensor-/Aktor-Bussen (AS-i, SSI, IO-Link) an ein Sercos-Netzwerk ermöglichen. Für die Einbindung analoger Achsen sind Gateways verfügbar. Gateways werden in Sercos-Geräte (z. B. modulare I/Os) integriert oder als separate Komponenten in das Netzwerk eingebunden.

## Merkmale
Zusätzlich zu den Eigenschaften der Sercos-Schnittstelle bietet Sercos III auch:
- Sercos ist eine herstellerneutrale Technologie. Die Nutzerorganisation Sercos International e. V. und ihre Mitglieder besitzen alle Rechte an dieser Technologie, was Investitionsschutz bedeutet.
- Sercos ist ein offener internationaler Standard nach IEC 61491 für einen 100 Mbit/s Vollduplex-Fast-Ethernet-Bus (und damit Teil von IEC 61784, IEC 61158, IEC 61800-7).
- Kostengünstige und einfache Vernetzung durch Verzicht auf Switches und Hubs.
- Sercos Hard- und Soft-Master (Open-Source-Lizenz) sind verfügbar.
- Mit dem Sercos Hard-Master wird die CPU-Last im Vergleich zu anderen Bussystemen extrem reduziert.
- Sercos Real Time Verhalten bis zu 31,25 µsec (Real Time Class 3, IEC 61784-2) mit einem Summenrahmentelegramm und höchster Synchronisationsgenauigkeit << 1 µs.
- Zusammen mit EtherCAT ist Sercos die schnellste 100Mps Industrial Ethernet Technologie.
- Jeder Ethernet-Bus (z. B. EtherCAT, EtherNet/IP, Modbus/TCP, Profinet etc.) und jedes Ethernet-Protokoll (TCP/IP, FTP, UDP, OPC/UA, Webserver etc.) kann parallel zum Sercos Echtzeitkanal laufen (kein Tunneling).
- Nahtlose Integration klassischer Feldbusse, wie CANopen M/S, Profibus M/S, DeviceNet M/S, ASi-Interface, IO-Link, Serial, 3964R etc.
- Sercos ist ein Ethernet TSN kompatibles Netzwerk.
- Die Sercos-Technologie bietet flexible Netzwerktopologien, wie Ring, Baum für Ring, Linie, Baum für Linie und Doppellinie.
- Redundanz mit Ringtopologie, ohne zusätzliche Hardware, ist für Sercos kein Problem. Kabelbrüche in einer Ringkonfiguration werden innerhalb von 25μs erkannt.
- Einfache Verkabelung: Automatische Erkennung von geraden oder gekreuzten Kabeln und Sercos Port 1 / 2 kann problemlos ausgetauscht werden.
- Hot-Plug von Sercos-Slaves erhöht die Maschinenverfügbarkeit erheblich.
- Direkte Echtzeit-Querkommunikation zwischen Slaves garantiert minimale Reaktionszeit.
- Echtzeit-Master-to-Master-Querkommunikation ermöglicht die Synchronisation mehrerer Sercos-III-Netzwerke.
- Schnellste SIL3-Sicherheitsreaktionszeit mit Schwarzkanalansatz für CIP Safety und ASi Safety.
- Stabile Sercos-Profile: Antrieb, IO, Energie, Encoder, Safe Motion und Stromversorgung.
- Umfassende Diagnosefunktionen zur einfachen Fehlersuche, z. B. die direkte Verbindung zum Sercos-Netzwerk für Service-PCs.
- Detaillierte Analyse von Sercos Netzwerken mit dem Sercos III Monitor (Freeware für Windows & Linux).

### Application layer (Profile)

Sercos III Redundanz übergeht Ringbruch

Die Sercos-III-Spezifikation definiert eine breite Palette von Variablen, die von einem Konsortium von Produktanbietern entwickelt wurden, um die Interoperabilität zwischen Komponenten (Bewegungssteuerungen, Antriebe usw.) zu gewährleisten. Der gesamte Verkehr in einem Sercos-III-Netzwerk besteht aus Idents (Parametern) mit Attributen. Die Idents definieren über 700 standardisierte Parameter, die die Interaktion zwischen elektrischen, pneumatischen und hydraulischen Steuerungssystemen, Antrieben und anderen Peripheriegeräten unter Verwendung einer universellen Semantik beschreiben. Diese Methode wurde erstmals in Sercos I definiert, und zwar als eine im Wesentlichen bestimmte Menge von Idents. Später wurden sie in Anwendungssätzen gruppiert, um die Auswahl der für eine bestimmte Branche erforderlichen Kennungen zu erleichtern, wie z. B. das "Pack-Profil" für die Verwendung mit Verpackungsmaschinen. Während der Entwicklung der Sercos-III-Spezifikation wurde diese Methodik weiter verfeinert, um die Kennungen logisch nach Geräteklassen zu gruppieren. Die Definition der Legacy-Identifikatoren blieb weitgehend unangetastet; vielmehr wurde ihre Gruppierung neu bewertet, um eine verständlichere Architektur zu schaffen. Dies ermöglichte auch die Trennung der Kommunikations-Identifikatoren in eine logische Teilmenge, was die Migration von Sercos I/II zu Sercos III vereinfacht und den Benutzern einen klaren Überblick verschafft.

### Redundanz
Wenn ein Ringnetz verwendet wird, sorgt Sercos III für eine automatische Redundanz in der Infrastruktur. Wenn ein Verbindungspunkt im Ring nicht mehr funktioniert, erkennen die zugehörigen Sercos-III-Knoten einen "Ringbruch" und "schleifen" die Endknoten zurück, so dass sie effektiv als zwei Leitungen und nicht als ein Ring arbeiten.
Der Vorgang ist "stoßfrei", da die Erkennungs- und Wiederherstellungszeit für eine solche Unterbrechung weniger als 25 µs beträgt, was weniger als die minimale Sercos-III-Zykluszeit ist. Sercos III kann sich auch von Ringunterbrechungen erholen und "heilen", ohne den Betrieb zu unterbrechen. Da Sercos-III-Telegramme weiterhin von Sende-PMAs an nicht angeschlossenen Ports gesendet werden und Empfangs-PMAs an nicht angeschlossenen Ports weiterhin auf eingehende Daten überwachen, aktiviert ein Sercos-III-Port, wenn er erkennt, dass ein Ring physikalisch wieder geschlossen wurde, die gegenläufigen Telegramme, um die Ringe funktionell wieder zu schließen. Auch dieser Vorgang ist stoßfrei.

### Peer-Kommunikation
Um den erforderlichen Determinismus zu gewährleisten, schreiben die meisten Echtzeit-Ethernet-Standards eine reine Master-to-Slave-Kommunikation vor. Dies kann zu Konflikten mit der Notwendigkeit führen, dass ein Knoten im System Daten effizient mit einem anderen Knoten als dem Netzwerk-Master austauschen muss. Die herkömmliche Methode, dies in einem Master-Slave-Netzwerk zu erreichen, besteht darin, Daten von einem Slave-Knoten an den Master weiterzuleiten, wo sie an einen oder mehrere andere Slaves weitergegeben werden. Wenn beispielsweise mehrere Servoantriebe in einem Netzwerk auf ein Signal von einem anderen Antrieb im Netzwerk synchronisiert werden sollen, muss der Master das Signal von diesem Antrieb abholen und es an alle anderen Antriebe im Netzwerk weitergeben. Nachteilig an dieser Methode ist, dass es durch die vielen erforderlichen Zyklen zu Verzögerungen kommt und die Belastung des Masters erhöht wird, da er sich aktiv an der Funktion beteiligen muss, obwohl er nichts beiträgt. Da in einem Sercos-III-Telegramm keine Daten zerstört werden, können Daten von und zu einem beliebigen Slave von einem anderen Knoten im Netzwerk ohne zusätzliche Zyklusverzögerung oder Eingreifen des Masters abgerufen werden. Da Telegramme jeden Knoten zweimal in einem Zyklus passieren (für beide Topologietypen), kann ein Knoten sogar die Möglichkeit haben, auf Daten zuzugreifen, die von einem nachfolgenden Knoten geliefert werden. Two-Peer-Kommunikationsmethoden sind in der Sercos-III-Spezifikation definiert: Controller to Controller (C2C) für mehrere Master, die miteinander kommunizieren, und Cross Communication (CC) für mehrere Slaves.

### Hot-Plugging
Ein weiteres Merkmal von Sercos III ist Hot-Plugging, d. h. die Möglichkeit, Geräte zu einem aktiven Netz hinzuzufügen. Unter Verwendung der für die Redundanz beschriebenen Funktionen kann ein Netz erkennen, wenn ein neues Gerät an ein aktives Netz angeschlossen wird. Es gibt Prozesse, die das neue Gerät konfigurieren und seine Verfügbarkeit an die Hauptsteuerung melden. Danach kann die Hauptsteuerung auf der Grundlage der gerade laufenden Anwendung auswählen, ob das neue Gerät verwendet werden soll.

### Überabtastung und Zeitstempelung
Die Überabtastung ermöglicht die Übertragung von mehr als einem Soll-/Ist-Wert pro Zyklus, was die Empfindlichkeit der Prozesssteuerung in extrem kritischen Anwendungen, wie z. B. Laseranwendungen, erhöht.
Die Zeitstempelung überträgt ereignisgesteuerte Ergebnisse, wie z. B. bestimmte Messdaten, und schaltet Ausgänge unabhängig vom Zyklus. Dies erhöht die Stabilität des Prozesses bei komplexen Bearbeitungslösungen, wie z. B. in der Halbleiterindustrie.

### Unified Communication (UC) Channel

UC Zugang via open port

UC Zugang via IP-Switch

Die Zeit zwischen dem Ende der Übertragung aller zyklischen Sercos III Real Time (RT) Telegramme und dem Beginn des nächsten Kommunikationszyklus ist als "Sercos III Unified Communication Channel" (UC Channel) definiert. Während dieser Zeitspanne ist das Sercos-Netz für die Übertragung von Ethernet-konformen Frames für andere Dienste und Protokolle geöffnet. Zum Beispiel:
1. Webserver können in Sercos-III-konforme Geräte eingebettet werden, um auf standardmäßige Hypertext Transfer Protocol (HTTP)-Nachrichten zu reagieren, die über den UC-Kanal empfangen werden.
2. Frames von anderen Feldbusstandards, die der Ethernet-Frame-Formatierung entsprechen, können über ein Sercos-III-Netzwerk übertragen werden.
Jeder Sercos-III-konforme Knoten muss die Weiterleitung von UC-Frames über seine Sercos-III-Schnittstelle unterstützen. Ob ein Sercos-III-Knoten die UC-Funktion aktiv nutzt, hängt vom Funktionsumfang des Produkts ab. Wenn das Gerät beispielsweise über einen eingebetteten Webserver verfügt, könnte es seine IP-Adresse für den Zugriff durch andere Geräte zur Verfügung stellen.

UC Channel

Ein Sercos-III-Netzwerk leitet immer UC-Frames weiter, auch wenn der zyklische Betrieb nicht initialisiert wurde. Das bedeutet, dass die Geräte immer Zugang zum Netz für UC-Nachrichten haben, solange die Ports mit Strom versorgt werden.
Sercos III definiert nicht, ob ein Port bei der Verarbeitung von UC-Frames im Cut-Through-Switching- oder im Store-and-Forward-Modus arbeiten soll. Derzeit gibt es Sercos-III-Produkte auf dem Markt, die beide Modi unterstützen. Ebenso ist in Sercos III nicht definiert, ob ein Port UC-Telegramme intelligent verarbeiten soll, z. B. die Netzwerktopologie lernen soll.
Die für den UC-Verkehr vorgesehene Zeit wird von der Datenmenge bestimmt, die während des Echtzeitteils des Zyklus übertragen wird. In realen Anwendungen steht eine erhebliche Bandbreite für UC-Frames zur Verfügung. Bei einer typischen Anwendung mit 8 Bewegungsachsen und einer Zyklusrate von 250 µs stehen beispielsweise 85 Mbit/s für die UC-Nutzung zur Verfügung. Diese Zeitspanne bedeutet, dass die UC-Frames in diesem Beispiel so lang sein können wie das für Ethernet definierte Maximum (Maximum Transmission Unit [MTU] =1500). Bei demselben Beispiel mit 8 Achsen, aber einer Zykluszeit von 62,5 µs, würde die für UC-Frames verfügbare effektive Bandbreite 40 Mbit/s betragen, und die MTU würde auf 325 reduziert werden. Wie bei jedem Netzwerk, bei dem die Zeit auf dem Bus gemeinsam genutzt wird, sollten die MTU-Werte konfiguriert werden, um eine zuverlässige Kommunikation zu gewährleisten. Ordnungsgemäß konfigurierte Sercos-Netzwerke setzen den Sercos-Parameter „Requested MTU“ (S-0-1027.0.1) auf den empfohlenen MTU-Wert, der dann von anderen Geräten gelesen werden kann, um deren MTU-Einstellungen zu entsprechen. Unabhängig vom Wert dieses Parameters lässt ein Sercos-Knoten Nicht-Sercos-Verkehr für die gesamte UC-Kanalzeit durch (d. h. Telegramme, die länger als die MTU-Einstellung sind, werden vom Sercos-Stack nicht verworfen). Der Sercos-Parameter S-0-1027.0.1 ist standardmäßig auf 576 eingestellt, den in geforderten Mindestwert.

### UCC-Zugang
UC-Frames dürfen nur über einen Sercos-III-kompatiblen Port in ein Sercos-III-Netz gelangen. Dies kann auf zwei verschiedene Arten erreicht werden. Zum einen kann der ungenutzte Sercos-III-Port am Ende eines in Linientopologie konfigurierten Sercos-III-Netzes verwendet werden, wie rechts dargestellt.
In einem Netzwerk, das in Ringtopologie konfiguriert ist, kann der Ring an jedem beliebigen Punkt vorübergehend unterbrochen werden, um auch ein Gerät anzuschließen. Da die Redundanzfunktion von Sercos III das Netzwerk stoßfrei rekonfiguriert (Reaktion in weniger als einem Zyklus), kommt es zu keiner Unterbrechung der Netzwerkübertragung. Der Ring kann wieder geschlossen werden, wenn der Zugriff nicht mehr erforderlich ist.
Wenn der Zugang in der Mitte einer Linientopologie gewünscht wird (wo keine freien Ports zur Verfügung stehen) oder es unerwünscht ist, eine Ringtopologie für längere Zeit zu unterbrechen, erlaubt die Sercos-III-Spezifikation ein Gerät, das als „IP-Switch“ bezeichnet wird und den Zugang zum UC-Kanal überall im Netz ermöglichen kann. IP-Switches bieten zwei Sercos-III-konforme Ports und einen oder mehrere Ports für den UCC-Zugang.
Handelsübliche UCC-Switches blockieren die Übertragung von Sercos-III-Broadcast-Telegrammen über ihre Nicht-Sercos-III-Ports, um eine Überflutung von Nicht-Sercos-III-Netzen mit zyklischen Sercos-III-Daten zu verhindern.

### Gemeinsames Netzwerkprotokoll
Sercos III ist so konzipiert, dass EtherNet/IP, TC/IP und Sercos-Geräte über das gleiche Ethernet-Kabel betrieben werden können. Die hocheffizienten Sercos-Telegramme nutzen nur einen Teil der vorhandenen Bandbreite, so dass auch Nicht-Sercos-Telegramme über den UC-Kanal übertragen werden können.
Für den Aufbau einer gemeinsamen Netzwerkinfrastruktur sind ein Sercos-Master und ein EtherNet/IP-Scanner erforderlich. Sie können zu einem Dual-Stack-Master kombiniert werden.
Wo keine Redundanz erforderlich ist, werden die Geräte in einer Linientopologie angeschlossen, wobei das letzte Sercos-Gerät in der Linie über seinen freien Port Nicht-Sercos-Telegramme sendet und empfängt. Ein freier Port ist nicht verfügbar, wenn das Netzwerk in einer Ringtopologie für redundante Datenkommunikation konfiguriert ist. In einer solchen Konfiguration ist ein IP-Switch erforderlich, um Nicht-Sercos-Pakete in den Ring zu lassen.

### Unterstützung der funktionalen Sicherheit
„Funktionale Sicherheit“ ist ein allgemeiner Begriff, der sich auf die Konstruktion eines Systems bezieht, die das Risiko verringert, dass ein gefährliches, für den Menschen schädliches Ereignis mit einem System eintreten kann. Die wichtigste Definition ist in der internationalen Norm IEC 61508 enthalten. Die meisten Industrienetzwerke enthalten irgendeine Art von Funktionen, die den Anforderungen der funktionalen Sicherheit entsprechen. Anstatt eine eigene Spezifikation für diese funktionale Sicherheit zu definieren, basiert Sercos III Safety auf dem CIP Safety-Protokoll, das von der Open DeviceNet Vendors Association (ODVA) entwickelt wurde, was Interoperabilität auf der Sicherheitsebene mit allen Netzwerken bietet, die auf dem Common Industry Protocol (CIP) basieren, einschließlich DeviceNet und EtherNet/IP.
CIP Safety on Sercos sorgt für eine sichere Datenübertragung über Sercos III bis zu SIL 3 (Safety Integrity Level). Es ist kein zusätzlicher Sicherheitsbus erforderlich, da die Sicherheitsinformationen zusätzlich zu den Standarddaten über das Sercos-Netzwerk gesendet werden.
Mit CIP Safety on Sercos werden die Daten auf demselben Medium und über dieselben Verbindungen wie bei der Standardkommunikation übertragen. Die Funktion des medienübergreifenden CIP-Safety-Protokolls wird von den Endgeräten übernommen, so dass es möglich ist, Standard- und Sicherheitsgeräte gleichzeitig im selben Netzwerk zu betreiben. Es kann eine zuverlässige Kommunikation zwischen allen Netzebenen stattfinden, einschließlich Peer-to-Peer-Kommunikation und netzübergreifender Kommunikation. Der Master muss nicht unbedingt eine Sicherheitssteuerung sein. Er kann auch Daten weiterleiten, ohne sie interpretieren zu können. Damit ist es möglich, die Sicherheitsnetzwerkarchitektur für die Implementierung von sicherheitsgerichteten programmierbaren Steuerungen oder Peer-to-Peer-Kommunikation zwischen Sensoren und Aktoren zu konfigurieren.

### Sercos I/O-Profil
Das Sercos I/O-Profil ist ein Geräteprofil für dezentrale I/O-Module, das für Block- und modulare I/Os verwendet werden kann. Es unterstützt auch hybride Geräte, die mehrere Funktionalitäten in einem einzigen Gerät vereinen, z. B. Zwei-Achsen-Controller mit I/O- und Master-Funktionalität.
Für die I/O-Gerätekonfiguration ist eine XML-basierte Geräte- und Profilbeschreibungssprache spezifiziert. SDDML (Sercos Device Description Markup Language) beschreibt, welche Profile von einem bestimmten Gerät unterstützt werden. SPDML (Sercos Profile Description Markup Language) wird verwendet, um die verschiedenen Profile auf der Grundlage des Sercos-Parametermodells zu spezifizieren. Dabei können sowohl bestehende Standardparameter verwendet werden als auch herstellerspezifische Parameter definiert werden.

### Sercos Energy Profil
Sercos Energy ist ein Profil für die Anwendungsschicht, das Parameter und Befehle für die Reduzierung des Energieverbrauchs in einer einheitlichen, herstellerunabhängigen Weise definiert.
Sercos Energy reduziert den Energieverbrauch in drei Bereichen:
- 1. Die Dauerbelastung bei Motor-/Maschinenstillstand wird reduziert;
- 2. Der prozessabhängige Energieverbrauch wird unter Berücksichtigung der angestrebten Fertigstellungszeiten/Termine dynamisch angepasst, um eine effizientere Teillast zu erreichen; und
- 3. Energie wird während der Bearbeitung eingespart, indem Komponenten, die zu einem bestimmten Zeitpunkt oder Punkt im Prozess nicht benötigt werden, abgeschaltet werden (Teilmaschinenbetrieb).

Im Betrieb liest die Steuerung über das Sercos III Netzwerk die Parameter jeder Sercos Energy Komponente aus und erhält Statusinformationen und detaillierte Verbrauchswerte. Je nach Situation (z. B. geplante oder ungeplante Pausen, im aktuellen Produktionsprozess nicht benötigte Maschinenkomponenten) können von der Steuerung standardisierte Befehle erteilt werden, um angeschlossene Komponenten (Antriebe, E/A, Sensoren) in energiesparende Zustände bis hin zur kompletten Abschaltung zu schalten und so deren Energieverbrauch zu reduzieren.
Das Profil berücksichtigt Energiesparzustände für vorhersehbare Pausen wie Mittagspausen und Betriebsferien. Zu vordefinierten Zeiten werden Sercos Energy-Komponenten in einen Stillstand-Zustand gebracht, um Energie zu sparen. Kurz vor Ende der Unterbrechung sorgt Sercos Energy für die Re-Initialisierung von Komponenten im Stand-by-Zustand, um sie wieder verfügbar zu machen.
Sercos Energy bietet Mechanismen für ungewollte Unterbrechungen, die durch Maschinenfehler und fehlende Teile verursacht werden. In solchen Situationen können die Zielkomponenten während der Fehlerbehebung oder während der Wartezeit auf neue Teile vorsichtig in einen energiesparenden Modus gebracht werden.
Durch den Einsatz intelligenter Steuerungen können Achsen und Komponenten, die im laufenden Produktionsprozess nicht benötigt werden, abgeschaltet und/oder Sollfertigstellungszeiten angepasst werden, wobei die volle Produktivität erhalten bleibt.

### Sercos Encoder Profil
Das funktionsspezifische Encoder Profile stellt sicher, dass Encoder verschiedener Hersteller ohne Kompatibilitätsprobleme in Sercos-Anwendungen eingesetzt werden können. Es werden unterstützte Drehgeberfunktionen definiert und deren Verwendung mit anderen Geräten, z. B. Steuerungen, spezifiziert. Es werden sowohl Stand-alone-Drehgeber als auch Hybridgeräte mit Drehgebern unterstützt.

### Sercos und OPC UA
Die OPC Foundation und Sercos International haben eine OPC UA Companion Specification entwickelt, die das Mapping von Sercos auf OPC UA beschreibt. Damit werden die Funktionen und Parameter von Sercos-III-Geräten herstellerunabhängig für OPC UA verfügbar. Dies vereinfacht die Kommunikation zwischen Maschinenautomatisierungsgeräten und übergeordneten Überwachungssystemen.
Die Multiprotokoll-Fähigkeit von Sercos III ermöglicht verschiedene Implementierungsmöglichkeiten. Die OPC UA Serverfunktionalität kann in eine Maschinensteuerung oder direkt in ein Sercos Feldgerät, wie z. B. einen Antrieb, einen Sensor oder ein E/A-Modul, implementiert werden. Ein OPC-Client kann auch in eine Sercos-Steuerung integriert werden.
Ein OPC-Client und ein OPC-UA-Server können auch dann miteinander kommunizieren, wenn die Sercos-Echtzeitkommunikation nicht aktiv ist, da das Sercos-Übertragungsverfahren kein Tunneling erfordert.

### Sercos und IO-Link
IO-Link ist eine digitale Schnittstelle zur Anbindung von Sensoren und Aktoren an übergeordnete Automatisierungsbusse, wie z. B. Sercos III. Ein IO-Link-Master kann entweder ein eigenständiger Slave oder Teil eines modularen Slave-Geräts sein. Zur Unterstützung von Herstellern bei der Integration von IO-Link in ein Sercos-III-Netzwerk ist ein IO-Link-to-Sercos Mapping Guide verfügbar. Ein IO-Link-Entwicklungsboard mit einem IO-Link-Master und einer Sercos-III-Slave-Schnittstelle ist verfügbar.

### Sercos-Unterstützung für AS-i
AS-i (Actuator Sensor Interface) ist eine Netzwerkschnittstelle für den Anschluss von einfachen Feldgeräten wie Aktuatoren und Sensoren an übergeordnete Busse wie Sercos III. Für den Anschluss von AS-i-Geräten an ein Sercos-III-Netzwerk sind verschiedene AS-i/Sercos-Gateways verfügbar.

### TSN (Time Sensitive Networking)
Standard-Ethernet ist nicht deterministisch und daher nicht für harte Echtzeitkommunikation geeignet. Um dieses Problem zu lösen, entwickelt die Time-Sensitive Networking Task Group der IEEE 802.1 Arbeitsgruppe eine Reihe von Standards, die Mechanismen für die Übertragung von Daten in harter Echtzeit über Ethernet-Netzwerke definieren.
Eine Sercos-Arbeitsgruppe hat festgestellt, dass Sercos mit TSN kompatibel ist. Ein Sercos-TSN-Demonstrator wurde entwickelt, um ein echtzeitfähiges, multiprotokollfähiges Sercos-Netzwerk auf der Grundlage von TSN zu veranschaulichen.

## Unterstützung

### Treibersoftware
Die Treibersoftware wird verwendet, um eine Steuerung mit der Gerätelogik zu verbinden. Eine Reihe von grundlegenden Sercos-Treibern sind als Open-Source-Software von sourceforge.net erhältlich. Dazu gehören eine gemeinsame Sercos Master API-Bibliothek, Sercos Internet Protocol Services-Software und ein Sercos UCC Ethernet-Netzwerktreiber.
Ein quelloffener Sercos SoftMaster ist ebenfalls bei sourceforge.net erhältlich. Er emuliert die Sercos-Funktionen, so dass ein Standard-Ethernet-Controller anstelle von FPGA- oder ASIC-Hardware verwendet werden kann.
Eine vorzertifizierte CIP Safety on Sercos Protokollsoftware ist verfügbar, um Sercos- und EtherNet/IP-Geräte mit der entsprechenden sicheren Logik bis zu SIL3 auszustatten.

### Zertifizierung
Durch Konformitätsprüfungen wird sichergestellt, dass sowohl Steuerungen als auch Peripheriegeräte den Sercos-Normen entsprechen und in Netzwerken mit Produkten verschiedener Hersteller interoperabel arbeiten können. Ein Testwerkzeug, der Sercos Conformizer, kann verwendet werden, um ein Gerät vor dem formalen Konformitätsverfahren einem Vortest zu unterziehen.

### Sercos-Benutzergruppen
Sercos International e. V., eine Sercos-Nutzergruppe mit Sitz in Deutschland, entwickelt und unterstützt Sercos als offenen IEC-Standard, unabhängig von einzelnen Unternehmen. Jedes Unternehmen kann Sercos entwickeln und verwenden. Sercos hat auch Benutzergruppen in Nordamerika und Asien.
Die Mitgliedschaft in einer Sercos-Benutzergruppe ist freiwillig. Experten aus Mitgliedsunternehmen und Nicht-Mitgliedsunternehmen tragen aktiv zur Weiterentwicklung und Unterstützung von Sercos in technischen Arbeitsgruppen bei und berücksichtigen dabei Markttrends sowie Beiträge von Sercos-Anbietern zu praktischen Anwendungen in der Praxis.
Sercos International ist ein anerkannter Partner der Industrial Electrotechnical Commission (IEC) und arbeitet aktiv an den IEC-Normen für die Maschinenautomatisierung mit.